# Palthis oneia
Palthis oneia är en fjärilsart som beskrevs av George Francis Hampson. Palthis oneia ingår i släktet Palthis och familjen nattflyn. Inga underarter finns listade i Catalogue of Life.